# جون ميخائيل كورنوال
جون ميخائيل كورنوال (بالإنجليزية: John Cornwall)‏ هو فيزيائي أمريكي، ولد في 19 أغسطس 1934 في دنفر في الولايات المتحدة.